# Panda Dorato
Il Panda Dorato (熊貓金幣T, 熊猫金币S, xióngmāojīnbìP) è una serie di Monete auree coniate dalla zecca cinese a partire dal 1982.
Il design delle monete cambia di anno in anno con minime differenze in fatto di dimensione. Il peso varia da 0,2 once troy (6,2 g) a 1 ozt (31 g).

## Descrizione
Fronte:
Raffigurazione del Tempio del Paradiso con al centro la scritta "Zhonghua Renmin Gongheguo" ovvero Repubblica Popolare Cinese e l'anno di emissione.
Retro:
Diverse raffigurazioni di Panda gigante che variano di anno in anno (tranne nel 2001 e nel 2002, anni in cui hanno avuto la stessa figura).
Le monete vengono vendute in Cina dalla China Gold Coin Corporation e negli USA da Panda America sin dal 1982.

## Tagli
Il Panda Dorato ha valore legale nella Repubblica Popolare Cinese, e viene attualmente coniato con i valori nominali di 500, 200, 100, 50 e 25 Yuan. Corrispondono rispettivamente a 1, 1/2, 1/4, 1/10 e 1/20 ozt di oro.
| Valore Nominale | Peso Nominale in Oro | Titolo | Peso Complessivo | Diametro | Spessore |
| --------------- | -------------------- | ------ | ---------------- | -------- | -------- |
| 500 Yuan        | 1 Oncia troy         |        | 31.103 g         | 32.05 mm | 2.70 mm  |
| 200 Yuan        | 1/2 Oncia troy       |        | 15.5515 g        | 27.00 mm | 1.85 mm  |
| 100 Yuan        | 1/4 Oncia troy       |        | 7.7758 g         | 21.95 mm | 1.53 mm  |
| 50 Yuan         | 1/10 Oncia troy      |        | 3.1103 g         | 17.95 mm | 1.05 mm  |
| 5 Yuan          | 1/20 Oncia troy      |        | 1.5552 g         | 13.92 mm | 0.83 mm  |